# オルガ・ネメス
オルガ・ネメス（Olga Nemes、1968年6月9日 - ）はルーマニアの元卓球選手。1984年以降はドイツでプレーをしている。

## 経歴

### ルーマニアユース
ルーマニアのムレシュ県、トゥルグ・ムレシュに生まれ、6歳から卓球を始めた。1981年、1982年に国内選手権で優勝、1983年ヨーロッパジュニア卓球選手権で優勝するなど、ルーマニアでの選手時代にも成功を収めた。1983年の東京で開催された世界卓球選手権では、女子シングルスでベスト16へ進出し、世界チャンピオンの曹燕華を苦しめた。1983年のヨーロッパトップ12では史上最年少の14歳で優勝した。
しかし、当時ルーマニアの大統領だったニコラエ・チャウシェスクの下では卓球を続けるのが困難だったため、1983年にドイツへ亡命。1985年5月21日にドイツ国籍を取得し、ドイツでプレーを始めた。

### ドイツでのキャリア
国籍の変更後、1985年11月からはドイツ代表としてプレーする資格があったが、1986年のプラハでのヨーロッパ選手権ではその参加が危ぶまれた。チェコスロバキアに対してルーマニアからの引き渡し要求を拒否することを約束し、ドイツへの帰国を保証した。
ドイツチーム代表として170回招集され、ヨーロッパ卓球選手権に8回、世界卓球選手権に8回出場した。1996年、2000年にはヨーロッパ卓球選手権女子団体で優勝した。ドイツ国内選手権では女子シングルスで5回、女子ダブルスと混合ダブルスで4回優勝した。 
1987年に甲状腺疾患により7ヶ月間ブランクがあったが、ドイツ国内選手権とワールドカップに出場することが出来た。 1995年のドイツ国内選手権では、出産後わずか8週間後にもかかわらずシングルス、ダブルスで優勝した。 
2009年にヨーロッパマスターズに出場し、40代でシングルスと、シルヴィア・カーンとのダブルスで優勝した。

## プライベート
1987年5月、彼女の両親と妹のロビンがドイツに帰化した。1994年8月に、ブンデスリーガ2部の元ハンガリーのサッカー選手と結婚した。スティーブンという息子がいたが1995年に離婚した。2003年以降、ハンガリーで卓球教室を開いている。
1986年に彼女は彼女の伝記 (出版社 Ingrid Weber-Söhnen、1986年、ISBN 3926282002) を出版した。

## 主な戦績
- 世界卓球選手権
1997年 マンチェスター大会 女子団体3位

- ヨーロッパ卓球選手権
  - 1990年 イェーテボリ大会 混合ダブルス3位(シュテファン・フェッツナーと) 
  - 1994年 バーミンガム大会 女子団体2位 
  - 1996年 ブラチスラヴァ大会 女子団体優勝 
  - 1998年 アイントホーフェン大会 女子団体優勝
  - 2000年 ブレーメン大会 女子団体2位

- ヨーロッパジュニア卓球選手権
  - 1981年 トポリュチャニ大会 カデット女子シングルス優勝
  - 1982年 ホラブルン大会 混合ダブルス優勝(ヨルゲン・パーソンと)
  - 1983年 マルメ大会 ジュニア女子シングルス優勝 混合ダブルス優勝(ヨルゲン・パーソンと)
  - 1984年 リンツ大会 ジュニア女子シングルス2位
  - 1985年 デン・ハーグ大会 ジュニア女子シングルス優勝
- ヨーロッパトップ12
  - 1983年 クリーブランド (イングランド)大会 優勝
  - 1986年 セーデルテリエ大会 2位
  - 1988年 リュブリャナ大会 第3位
  - 1989年 シャルロワ大会 優勝
  - 1990年 ハノーファー大会 2位
  - 1993年 コペンハーゲン大会 第2位
  - 1997年 アイントホーフェン大会 3位